# Mihailo Petrović
Mihailo Petrović (n. 18 octombrie 1957, Belgrad, RFP Iugoslavia⁠(d)) este un fost fotbalist sârb.
În cariera sa, Petrović a evoluat la FK Rad, Steaua Roșie Belgrad, Olimpija Ljubljana, Dinamo Zagreb și Sturm Graz. Petrović a debutat la echipa națională a Iugoslaviei în anul 1980.

## Statistici
| Iugoslavia | Iugoslavia | Iugoslavia |
| An         | Meciuri    | Goluri     |
| ---------- | ---------- | ---------- |
| 1980       | 1          | 0          |
| Total      | 1          | 0          |